# Dobje, Gorenja vas - Poljane
Dobje je naselje v Občini Gorenja vas - Poljane.